# Marokkanische Küche

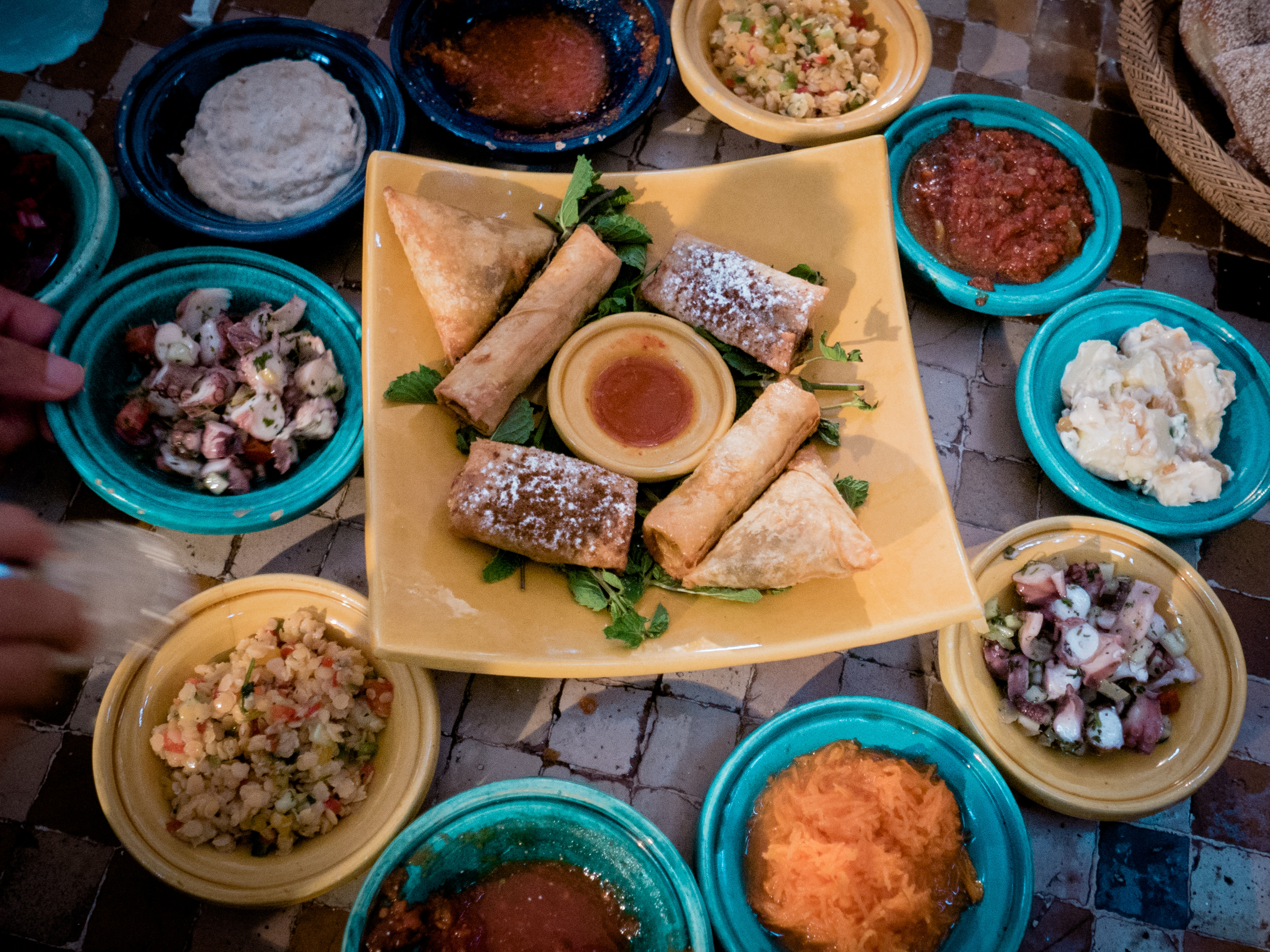

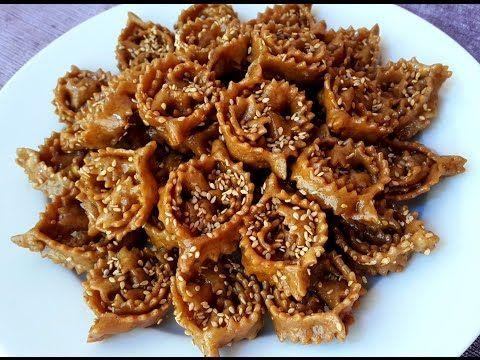
Chabkia

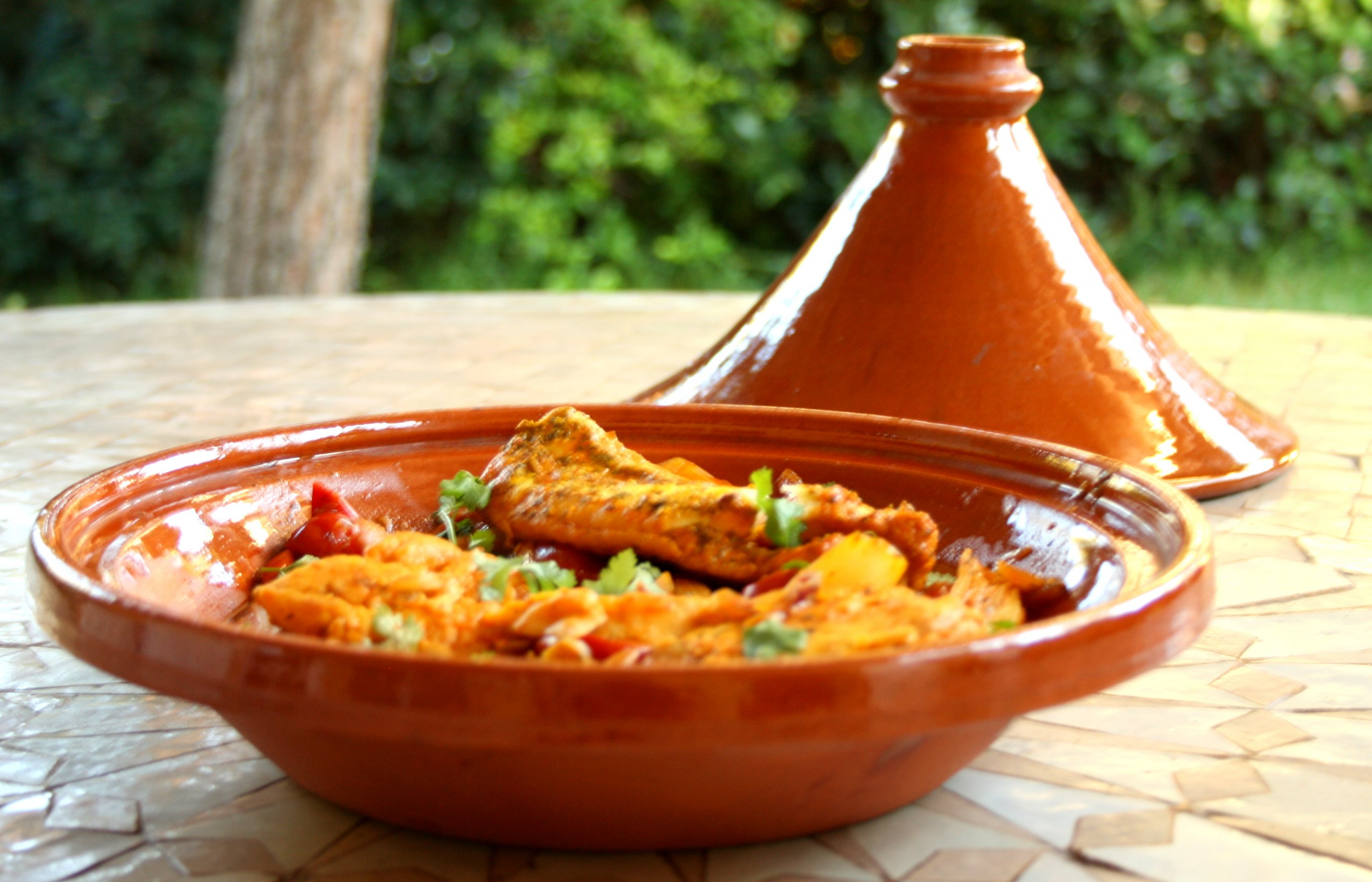
Marokkanische Tajine

Die marokkanische Küche bezeichnet die Koch- und Essgewohnheiten aus Marokko.
Aufgrund seiner geographischen Gegebenheiten ist Marokko großen Wetterextremen ausgesetzt, dennoch erhält das Land genug Regen um seine Grundnahrungsmittel anzubauen (Weizen, Mais, Gemüse, Kräuter und Früchte) und die Tierhaltung sicherzustellen. Die indigene Bevölkerung Marokkos sind die Berber, auf deren Küche ihre verschiedenen Eroberer, vor allem aber seit dem 7. Jahrhundert die Araber, Einfluss nahmen. Fernöstliche Gewürze wie Zimt, Kumin, Safran, Ingwer und Kümmel, sowie Honig und Zucker, Früchte – frische oder getrocknete, übernahmen die Berber zum Würzen ihrer Tajinen von den Arabern, was heute die typisch feine süße Schärfe der marokkanischen Küche ausmacht. Die süß-saure Note hingegen ist ein persischer Einschlag, der auch über die Araber kam.
Als Teil der Mittelmeerküche wurde die marokkanische Küche 2013 in die UNESCO-Liste des immateriellen Kulturerbes der Menschheit aufgenommen,
ebenso, im Jahr 2020, der Couscous.

## Beschreibung
Zu den Grundnahrungsmitteln gehören typischerweise Fisch, Lamm und Geflügel sowie zahlreiche Früchte und Gemüsesorten, die in der Küche zu Salaten, Suppen und Kebabs verschiedener Art verarbeitet werden. Beliebte Gemüsesorten sind Tomaten, Paprika, Zwiebeln und Auberginen.
Unter den marokkanischen Gerichten ist Couscous mit Fleischeintopf oder als süße Variante mit Zimt beliebt, ebenso wie Harira, eine dicke herzhafte Lammsuppe, die zum Fastenbrechen im Ramadan serviert wird und eine nationale Spezialität ist. Brot ist, wie in allen Ländern des Nahen Ostens und Nordafrikas, ein kulturelles Symbol und tägliches Grundnahrungsmittel.
Das Nationalgetränk ist Minztee, am häufigsten ein grüner Tee mit Grüner Minze gebrüht (Mentha Spicata ist auch als marokkanische Minze bekannt). Minztee wird jederzeit, jedem und überall angeboten, sei es ein Gast oder ein Kunde. Dazu werden süße „Gazellenhörnchen“ aus Blätterteig mit Mandelfülle und Orangenblütenaroma gereicht. Marokko ist ein Wein produzierendes Land, die Produktion wurde jedoch zu Beginn des 21. Jahrhunderts unter religiösem Druck stark gedrosselt, da Alkoholkonsum als unangemessen gilt.

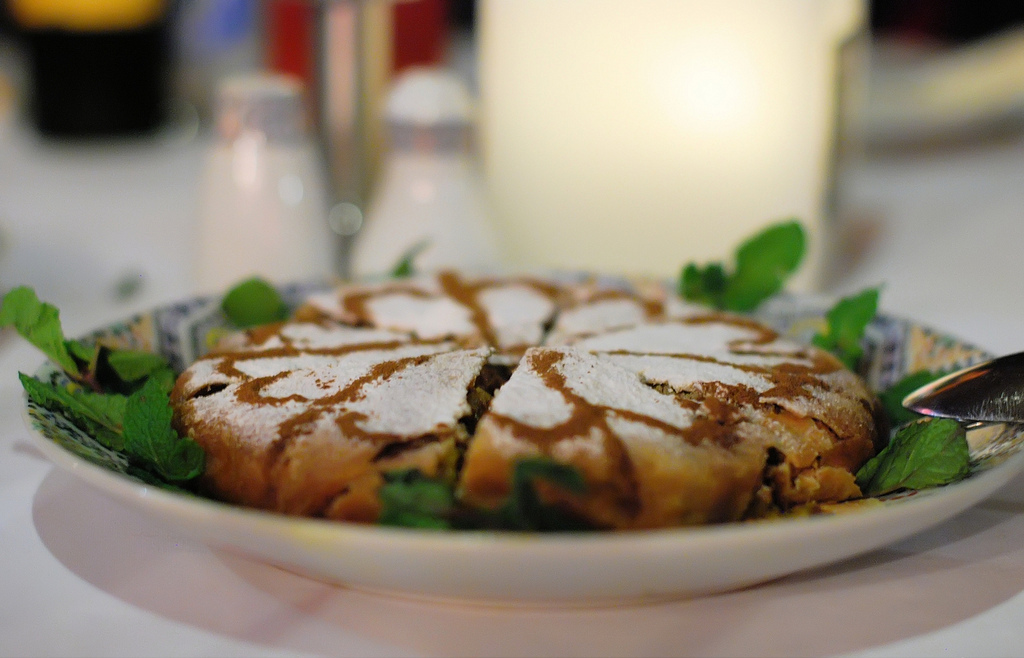
Marokkanische Pastilla

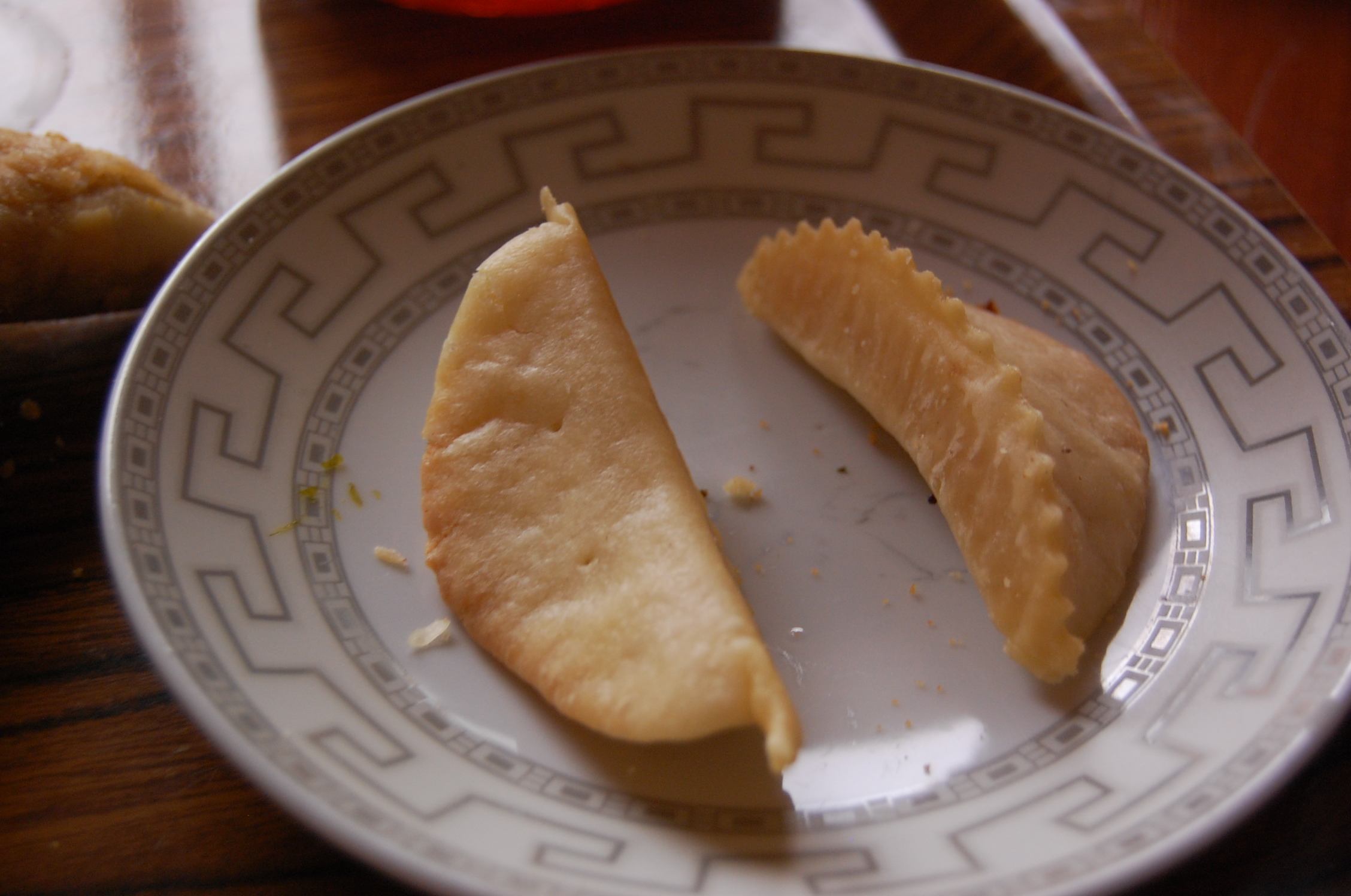
Zum Minztee Qa'b El ghazal (Gazellenhörnchen)

Unter den Fleischsorten ist Taubenfleisch ein nationaler Favorit, das in der b’stillah-Pastete als Delikatesse gilt (pastilla oder bestilla). Diese runden Pasteten sind italienischen Ursprungs und haben immer drei Füllungen, zwei herzhafte und eine süße. An den Festtagen werden verschiedene Lammgerichte zubereitet, wie beispielsweise Mrouzia (Lammfleisch mit Rosinen, Mandeln, Honig, Safran, Zimt, gewürzt mit Ras al-hanut). Ein beliebtes marokkanisches Ramadan-Dessert ist Halwa Shabakiyya (auch mharka), Honig-Sesam-Gebäcke, die Blüten ähnlich geformt sind und üblicherweise mit Harira gegessen werden.
Ein marokkanisches Banquet heißt Diffa und besteht aus vielen Speisen, die Anzahl ist abhängig von der Festlichkeit, bei einer Hochzeit oder Beschneidung über 20 verschiedene Arten. Die Reihenfolge der Speisen erfolgt immer nach dem gleichen Schema. Zuerst werden die Pasteten (die bestillas) aufgetragen, dann kommen choua aus gedämpfter Lammschulter oder - rippchen bzw. Mechoui aus gegrilltem Lammfleisch auf den Tisch, gefolgt von den Tajines (Fisch, Geflügel, Lamm, und die letzte Tajine ist immer eine süße) und zum Schluss noch Couscous. Die Gäste sitzen bei der Diffa in der Regel auf Kissen um einen niedrigen Tisch herum, in dessen Mitte die Platten mit den Speisen stehen. Jeder Gast nimmt sich davon direkt mit Daumen, Zeigefinger und Mittelfinger seiner rechten Hand, die Saucen werden mit Brot aufgetunkt. Stark gesüßter Minztee wird bei einer Diffa aus zwei Silber-Teekannen gleichzeitig aus einer gewissen Höhe in die Teegläser der Gäste gegossen.